# Variaș, Timiș
Variaș  (maghiară Varjas, germană Warjasch, sârbă Varjaš) este satul de reședință al comunei cu același nume din județul Timiș, Banat, România.